# Liste der Bodendenkmale in Crostwitz
In der Liste der Bodendenkmale in Crostwitz sind die Bodendenkmale der Gemeinde Crostwitz und ihrer Ortsteile nach dem Stand der Auflistung von Harald Quietzsch und Heinz Jacob aus dem Jahr 1982 aufgelistet. Eventuelle Änderungen und Ergänzungen, insbesondere aus der Zeit nach der Wende, sind nicht berücksichtigt, da für Sachsen aktuell keine neueren allgemein zugänglichen Bodendenkmallisten vorliegen. Die Baudenkmale sind in der Liste der Kulturdenkmale in Crostwitz aufgeführt.
| Denkmal-ID | Fundart             | Ortsteil  | Bezeichnung                    | Zeitstellung    | Lage                                                                    | Bemerkungen                                                                                        | Bild |
| ---------- | ------------------- | --------- | ------------------------------ | --------------- | ----------------------------------------------------------------------- | -------------------------------------------------------------------------------------------------- | ---- |
| 09228335   | besonderer Stein    | Crostwitz | Steinkreuz                     | Spätmittelalter | westlicher Ortsteil, südlich an der Dorfstraße vor der Kapelle          | Längsrillen eingewetzt, Schutz seit 29. September 1971                                             |      |
| ?          | besonderer Stein    | Crostwitz | Steinkreuz                     | Spätmittelalter | östlicher Ortsteil, südlich der Dorfstraße, direkt vor der Pfarrscheune | Schutz seit 29. September 1971                                                                     |      |
| ?          | besonderer Stein    | Crostwitz | Kreuzstein                     | Spätmittelalter | östlicher Ortsausgang, südlich an der Straße nach Jeßnitz               | Vortragekreuz als Flachrelief, Schutz seit 29. September 1971                                      |      |
| ?          | Grabmal > Grabhügel | Horka     | Gruppe von noch 3 Hügelgräbern | Bronzezeit      | nördlich des Orts, Kiesgrube westlich des Sportplatzes                  | teilweise gegraben, zum Teil absturzgefährdet, Schutz seit 5. Juni 1940, erneuert 15. Februar 1957 |      |
| ?          | Befestigung > Burg  | Kopschin  | Wallanlage                     | Slawenzeit      | nördlich des Orts, Hochufer des Kleinhänchener Wassers                  | geteilte Ringbefestigung in Spornlage, Schutz seit 1. August 1939, erneuert 1. Februar 1957        |      |